# Arxipèlag Pribilof
Les illes Pribilof (en anglès:Pribilof Islands, abans Northern Fur Seal Islands) són un grup de 4 illes volcàniques de l'estat dels Estats Units d'Alaska, al Mar de Bering. Fan uns 200 km² en total i principalment presenten una superfície rocosa amb vegetació de tundra. Tenen 684 habitants (cens del 2000).

## Illes principals
Les illes principals i úniques habitades són Saint Paul i Saint George. El descobridor rus d'aquestes illes va ser Gavriïl Pribilof. Les illes menors o illots Otter i Walrus són prop de St. Paul.
El 1786 Gavriïl Pribilov, hi descobrí els criadors de la foca Callorhinus ursinus i aquestes illes passaren a ser territori de Rússia. El 1867 passaren a ser propietat dels Estats Units a conseqüència de la Compra d'Alaska. De 1870 a 1890, el govern dels Estats Units les cedí a l'Alaska Commercial Company. De 1890 a 1910, la North American Commercial Company mantingué el monopoli de la caça de les foques. A partir de 1911 hi hagué restriccions en la cacera de foques a partir de 1966, la cacera de foques va quedar prohibida a les Pribilofs, excepte la feta per la subsistència dels aleutians.
Actualment hi és important econòmicament la pesca del cranc (snow crab) i de l'halibut. Hi nien molts ocells marins i la seva observació és un reclam turístic.